# Andreas Palicka

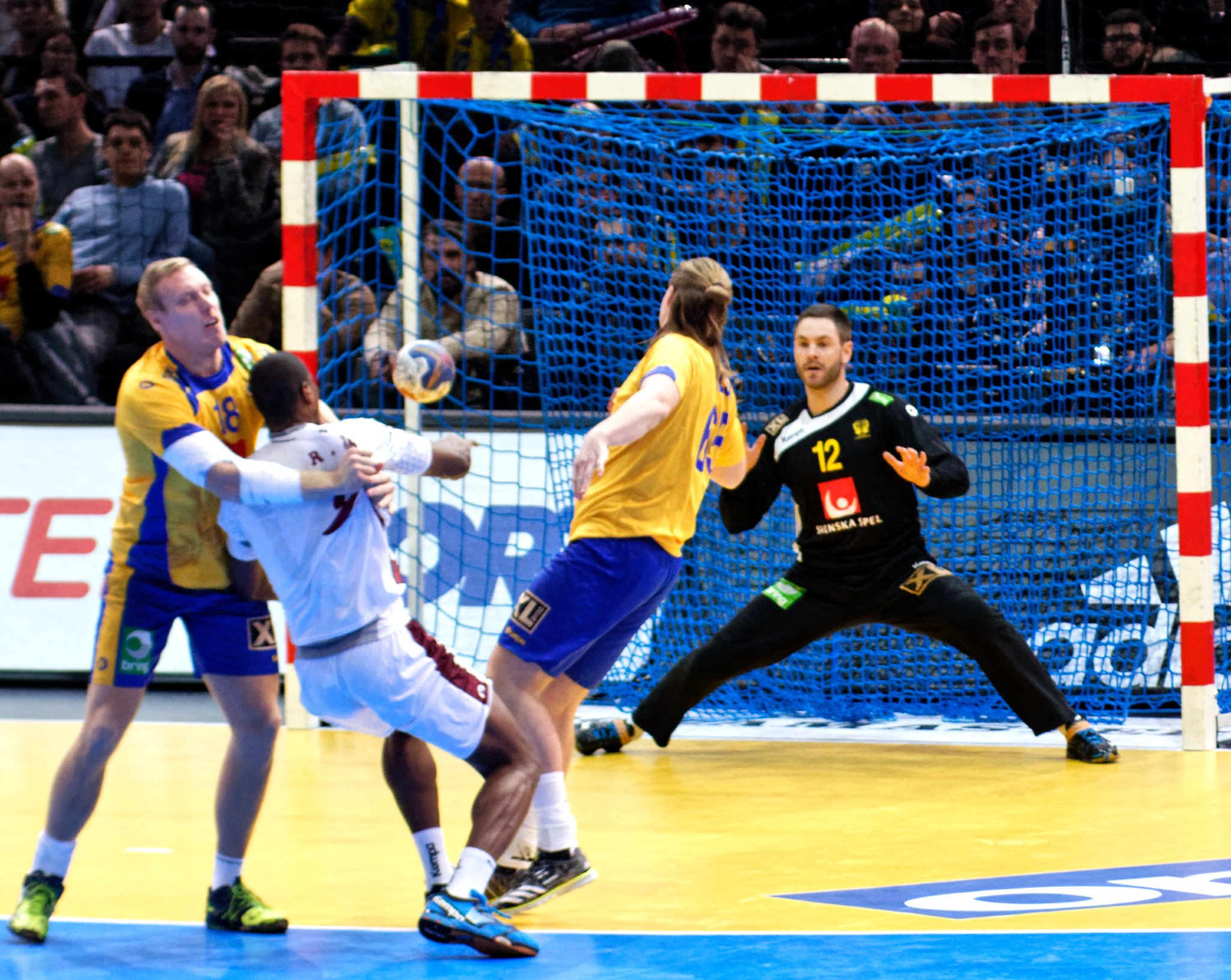
Andreas Palicka vid VM 2017 i Frankrike.

Andreas Miroslav Palicka, född 10 juli 1986 i Norra Nöbbelövs församling i Lund, är en svensk handbollsmålvakt, som spelar för franska Paris Saint-Germain.

## Handbollskarriär

### Klubblagsspel
Andreas Palicka växte upp i stadsdelen Gunnesbo i Lund och hans moderklubb är KFUM Lundagård samt därefter H43 Lund. 2002 flyttade han till Göteborg för att gå på Katrinelundsgymnasiets rikshandbollslinje och började då även att spelade för Redbergslids IK. Han stannade där till och med säsongen 2007/2008, då han inför säsongen 2008/2009 värvades av den tyska storklubben THW Kiel. Efter 7 säsonger i THW Kiel spelade han en säsong i danska Aalborg Håndbold, innan han 2016 återgick till tyska bundesliga och började spela för Rhein-Neckar Löwen. Han bildade där målvaktsduo med Mikael Appelgren, och de två har ansetts vara en av världens bästa målvaktsduo i nutid, både i klubblag och landslag.
I augusti 2021 meddelades att Palicka skrivit på med franska storklubben Paris Saint-Germain från och med sommaren 2022. Den 21 december 2021 gick Rhein-Neckar Löwen ut med att Palicka valt att avsluta sitt kontrakt med dem i förtid av personliga skäl. Den 22 december 2021 presenterades han av sin gamla klubb Redbergslids IK för resten av säsongen, för att hjälpa till då de riskerade att bli nedflyttade från Handbollsligan. Redbergslid klarade av att hålla sig kvar i Handbollsligan, mycket tack vare Palickas målvaktsspel. 

### Landslagsspel

#### U21-landslaget
Andreas Palicka var med i det U21-landslag som vann guld vid U21-VM 2007 i Makedonien. Han hade stor del i segern efter att bland annat ha storspelat då Johan Sjöstrand, som sammanlagt var turneringens bästa målvakt, tillfälligt hamnat i en svacka mot Tyskland i finalen.

#### A-landslaget
Palicka debuterade i A-landslaget den 7 december 2007, i en landskamp mot Tyskland, dock utan att få speltid. Vid VM 2009 i Kroatien mästerskapsdebuterade han, som en av tre målvakter. De andra två var Per Sandström och Johan Sjöstrand. Totalt har han deltagit i 11 mästerskapsturneringar med 157 spelade landskamper, och vunnit  EM-guld 2022, två silvermedaljer i EM 2018 och i VM 2021 samt bronsmedalj i EM 2024.

## Meriter i urval
Med klubblag
- EHF Champions League-segrare: 2 (2010 och 2012) med THW Kiel
- Tysk mästare: 7 (2009, 2010, 2012, 2013, 2014 och 2015 med THW Kiel, 2017 med Rhein-Neckar Löwen)
- Fransk mästare: 2 (2023 och 2024 med Paris Saint-Germain HB)

Med landslag
- EM-guld 2022 i Ungern och Slovakien
- EM-silver 2018 i Kroatien
- VM-silver 2021 i Egypten
- EM-brons 2024 i Tyskland
- Guld i U21-VM 2007 i Makedonien

Individuella utmärkelser
- Årets handbollsspelare i Sverige 2020
- All-Star Team VM 2021 i Egypten[11]

## Familj
Andreas Palickas far är ursprungligen från Tjeckoslovakien (numera Tjeckien) och hans mor är från Sverige. Han är gift och har två barn.